# 利馬尼夫卡 (赫爾松州)
46°17′9″N 32°8′24″E / 46.28583°N 32.14000°E
利馬尼夫卡（烏克蘭語：Лиманівка）是位於烏克蘭南部的村莊，由赫爾松州斯卡多夫斯克區的貝赫泰里市鎮負責管轄。該村始建於1968年，面積0.5平方公里，海拔高度5米，2001年人口381，人口密度每平方公里762人。